# Nemevalonatni put
Nemevalonatni put (mevalonatno nezavisni put, 2-C-metil--eritritol 4-fosfat/1-deoksi--skiluloza 5-fosfat (MEP/DOXP) put) alternativni je metabolički put za biosintezu izoprenoidnih prekurzora izopentenil pirofosfata (IPP) i dimetilalil pirofosfata (DMAPP). Trenutno preferentno ime ovog puta je MEP put, pošto je MEP prvi metabolit na ruti do IPP.

## Biosinteza isoprenoidnog prekursora
Klasični mevalonatni put ili put HMG-KoA reduktaze je metabolički put iz biosinteze izoprenoidnih prekurzora prisutnih u većini viših eukariota i nekim bakterijama. On je važan za produkciju IPP i DMAPP, koji služe kao osnove za biosintezu molekula izoprenoida (terpenoida) koji se koriste u procesima kao što je proteinska prenilacija, održavanje ćelijskih membrana, sinteza hormona, proteinsko ankerisanje i N-glikozilacija.
Bakterije, biljke, i apikompleksijske praživotinje — kao što je parazit malarije — imaju sposobnost proizvođenja prekurzora isoprenoida koristeći jedan alternativni put, MEP put, koji je nemevalonatni put. U slučaju biljki i pojedinih protozoa, biosinteza IPP/DMAPP se odvija u plastidnim organelama. Biljke sintetišu izoprenoidne prekurzore koristeći mevalonatni put u citoplazmi i koristeći MEP put u njihovim hloroplastima. Bakterije koje koriste ovaj put obuhvataju važne patogene kao što je Mycobacterium tuberculosis.

## Literatura
- Hale I, O'Neill PM, Berry NG, Odom A, Sharma R (2012). „The MEP pathway and the Development of Inhibitors as Potential Anti-Infective Agents” (review). Med. Chem. Commun. 3: 418—433. doi:10.1039/C2MD00298A. Приступљено 23. 03. 2017. RSC review; uses MAP synthase nomenclature.
- Qidwai T, Jamal F, Khan MY, Sharma B (2014). „Exploring Drug Targets in Isoprenoid Biosynthetic Pathway for Plasmodium falciparum”. Biochemistry Research International. 2014: 657189. PMC 4017727 . PMID 24864210. doi:10.1155/2014/657189.